# Harrison Glancy
Harrison Glancy   (Bens Run, 17 de setembre de 1904 - Nova Orleans, 22 de setembre de 2002) va ser un nedador estatunidenc que va competir durant la dècada de 1920.
El 1924 va prendre part en els Jocs Olímpics de París, on guanyà la medalla d'or en els 4x200 metres lliures del programa de natació. Posteriorment exercí de jutge de natació en tres edicions dels Jocs Olímpics.
El 1990 fou incorporat a l'International Swimming Hall of Fame.